# Toreo de la Condesa
La plaza de toros "El Toreo" de la Condesa se localizaba en las tierras de la antigua Hacienda de la Condesa durante el Porfiriato, fue inaugurado el 22 de septiembre de 1907 por la sociedad El Toreo, S.A. Se localizaba en las calles de Oaxaca, Colima, Durango, Salamanca y Valladolid, que pertenecían a la colonia Condesa, y que actualmente forman parte de la colonia Roma.

## Historia
El 28 de enero de 1907, el arzobispo de México Próspero María Alarcón Sánchez de la Barquera dio la bendición de los terrenos para su construcción, al acto asistieron el directivo de la Sociedad El Toreo Manuel Fernández del Castillo; el comisario, doctor Carlos Cuesta Baquero; Emilio Rodríguez; y José del Rivero accionista de la compañía y empresario de la plaza, y el 7 de febrero de ese año se colocó la primera piedra. Fue un recinto donde se realizaban corridas de toros, su primera corrida dio lugar el 22 de septiembre de 1907 con los matadores Agustín Velasco “Fuentes Mexicano” y Manuel González “Rerre”, y los novilleros Samuel Solís, Jesús Tenes y Pascual Bueno. Durante su auge, el presidente Venustiano Carranza prohibió las corridas de toros en la capital. Sin embargo, gracias a Pepe Rivero, el decreto carrancista no consiguió cerrar las puertas de la plaza, y abrió las puertas a nuevos espectáculos. El Toreo funcionó hasta el 16 de mayo de 1946.
El Toreo de la Condesa fue desmantelado, vendido y trasladado a los ex terrenos de la Hacienda de Los Leones, lugar que fue llamado “Cuatro Caminos” al juntarse ahí los antiguos caminos reales a Huixquilucan, Cuautitlán, Tacuba y la Ciudad de México. 
Después el predio del ex Toreo de la Condesa se convirtió en el primer local de la tienda de Palacio de Hierro.

## Toreros actuantes
- Rodolfo Gaona.
- Tomas Alarcon "Mazzantinito".
- Luis Freg.
- Juan Silveti.
- Domingo González "Dominguín".
- Juan Belmonte.
- Ignacio Sánchez Mejías.
- Juan Espinosa "Armillita"
- Manuel Jiménez "Chicuelo".
- Fermín Espinosa "Armillita Chico".
- Manuel Mejías Rapela "Bienvenida".
- Joaquín Rodríguez "Cagancho".
- Francisco Vega de los Reyes "Gitanillo de Triana"
- Alberto Balderas (fallecido en esta plaza).
- Lorenzo Garza.
- Jesús Solorzano.
- Carlos Vera "Cañitas"
- José González López "Carnicerito de México"
- Silverio Pérez.
- Manuel Rodríguez Sánchez "Manolete".

## Espectáculos
Opera
- Giorgio Polacco (temporada de opera)
- Gabriela Besanzoni (mezzo-soprano)
- Rosa Raisa
- Tita Ruffo
- Enrico Caruso (tenor)

Danza
- Ana Pavlova

Música
- Pau Casals (violonchelista) acompaña de la Orquesta Sinfónica Nacional
- Francisco Gabilondo Soler "Cri-Cri"

Boxeo
- Jack Johnson
- Jack Dempsey
- Luis Ángel Firpo

Radio
- Enrique Arzamendi

Otros
- Mario Moreno "Cantinflas"
- Manuel Medel
- Germán Valdés "Tin Tan"

- Gran Expo y Venta de Ganado del 29 de marzo al 5 de abril de 1923 (Se sabe que en el otoño de ese mismo año también habría otra expoventa)

## Estructura
El ingeniero Alberto Robles Gil fue el que dirigió las obras, cuyas características principales fueron: 
- Estructura completa realizada en hierro y acero
- Piso de las lumbreras y del tendido en cemento
- Redondel de 45 metros de diámetro y el callejón de dos metros de ancho
- Sus terrenos eran de forma pentagonal

Su construcción inicio con un capital de quinientos mil pesos solo para emprender la obra, y para su inauguración se gastaron aproximadamente 160,000 pesos más de los presupuestados, sin ser incluidos en los costos. Fueron utilizados más de ochocientos mil tabiques y aproximadamente 3,500 barricas de cemento. Fue la primera edificación taurina edificada con aquellos novedosos materiales (las anteriores fueron edificadas con madera).